# Oropodisma lagrecai
Oropodisma lagrecai är en insektsart som beskrevs av Willemse, F.M.H. 1979. Oropodisma lagrecai ingår i släktet Oropodisma och familjen gräshoppor. Inga underarter finns listade i Catalogue of Life.